# 永田颯太郎
永田 颯太郎 （ながた そうたろう、2000年10月11日 - ）は、愛知県東海市出身のプロ野球選手（内野手・育成選手）。右投左打。東北楽天ゴールデンイーグルス所属。

## 経歴

### プロ入り前
小学1年生の頃に、上名和ライオンズで外野手兼投手として野球を始める。中学時代は東海市立名和中学校でプレー。
菊華高等学校では1年夏からベンチ入りし、3年夏は中京大中京に敗れ3回戦敗退。名古屋産業大学に進学後、国立台湾体育運動大学に留学。
2022年のプロ野球ドラフト会議では、東北楽天ゴールデンイーグルスに育成4位で指名を受け、同年11月19日に支度金300万円、年俸250万円で仮契約を結んだ。

### 楽天時代
2023年は、2軍で58試合に出場し打率.224 11打点を記録した。
2024年は、102試合に出場して打率.173 2本塁打 18打点を記録した。

## 選手としての特徴・人物
走攻守3拍子そろった強肩ショート。

## 詳細情報

### 背番号
- 131（2023年 - ）